# Einspelzige Sumpfbinse
Die Einspelzige Sumpfbinse (Eleocharis uniglumis) ist eine Pflanzenart aus der Gattung Sumpfbinsen (Eleocharis) innerhalb der Familie der Sauergrasgewächse (Cyperaceae).

## Beschreibung

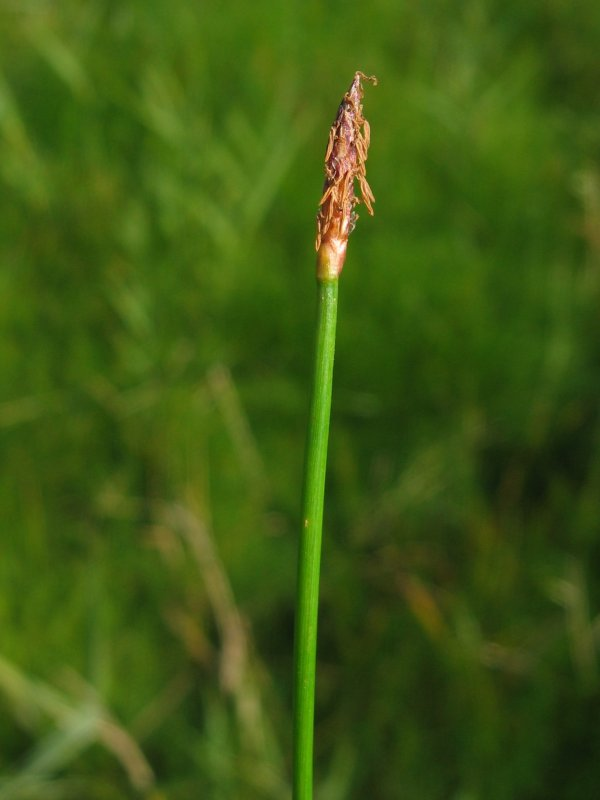
Blütenstand mit dem einzigen Ährchen

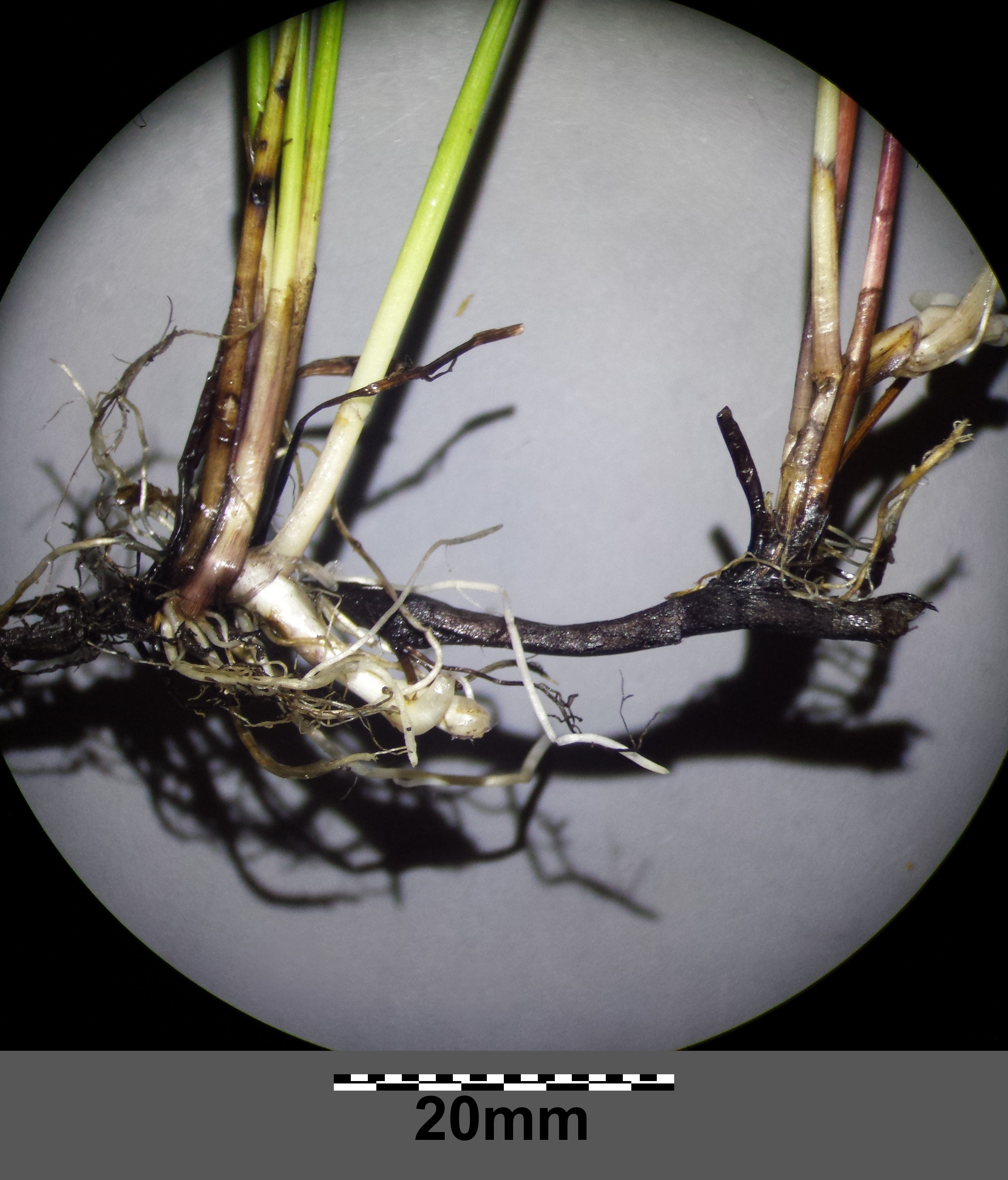
Stängelgrund mit Ausläufern

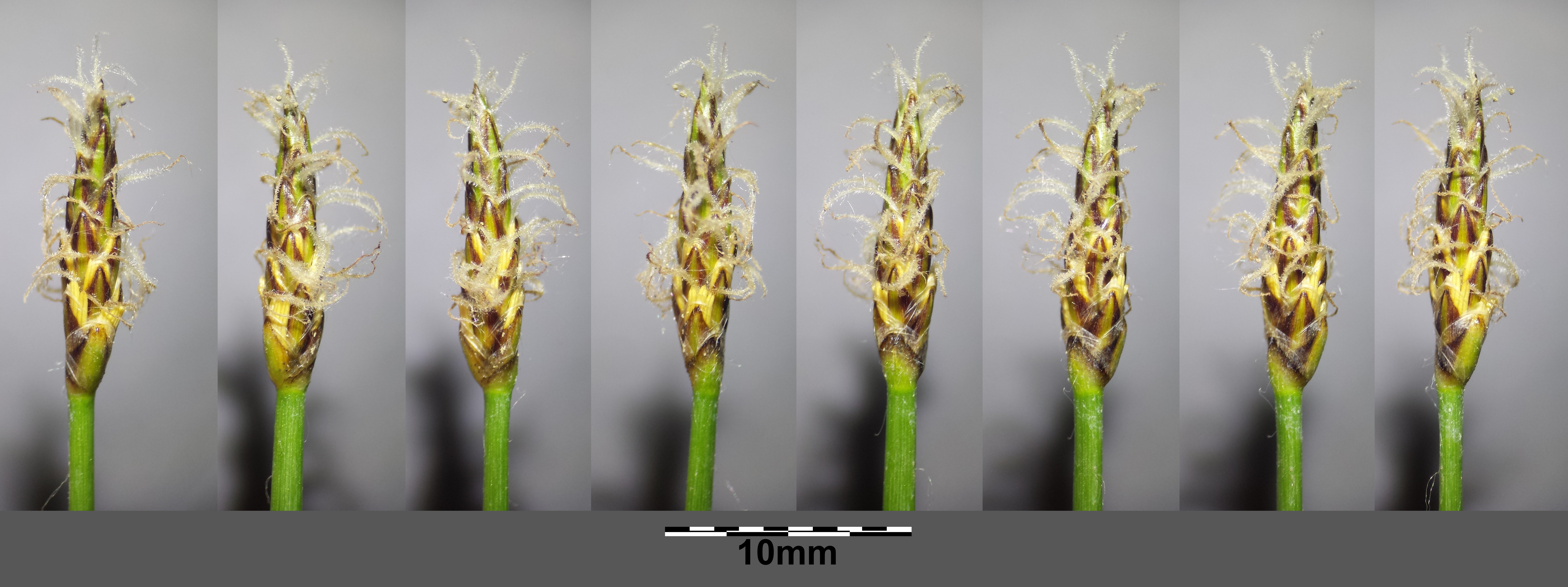
Ährchen

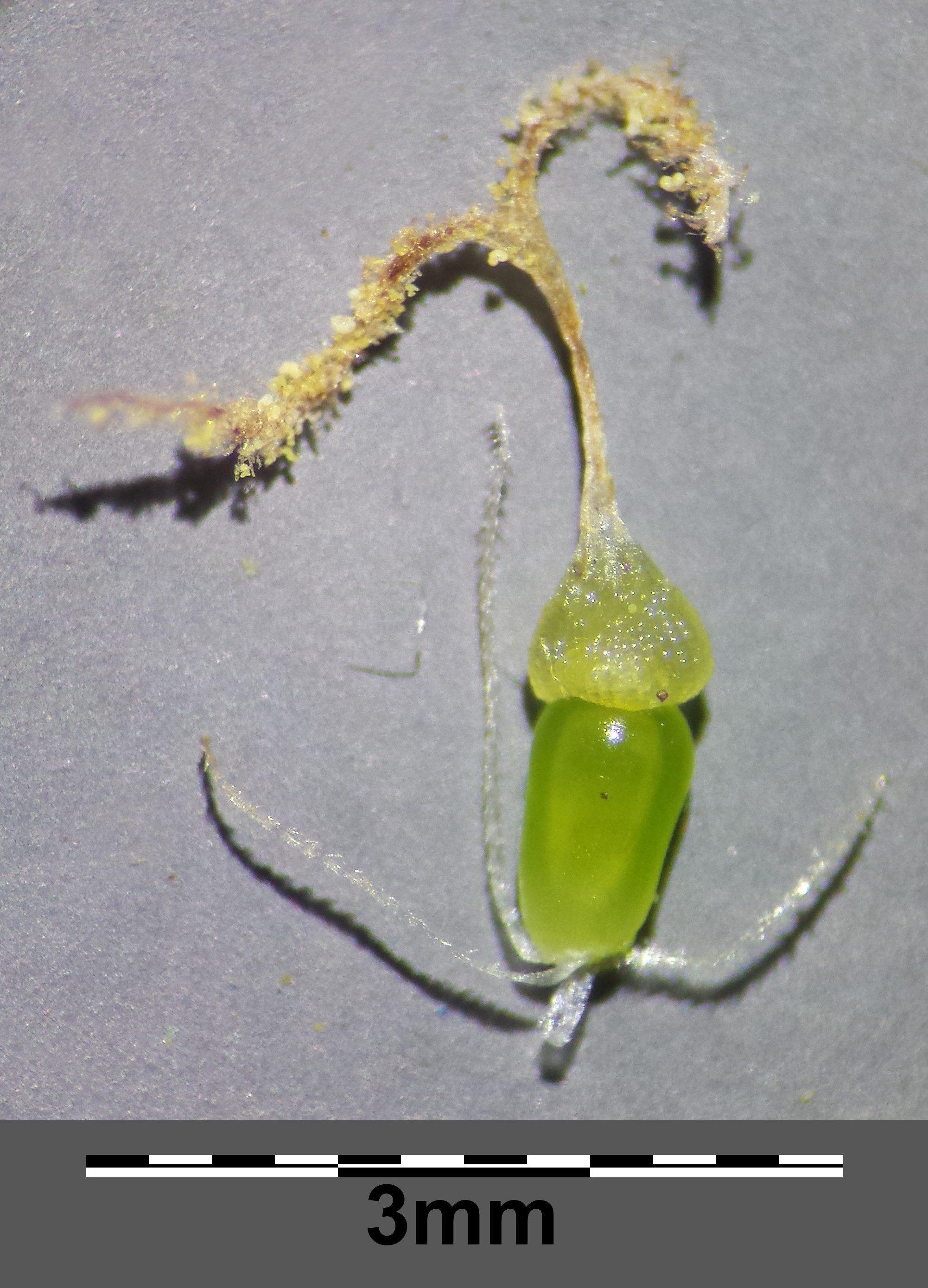
Blüte mit Perigonborsten und Fruchtknoten mit Griffel

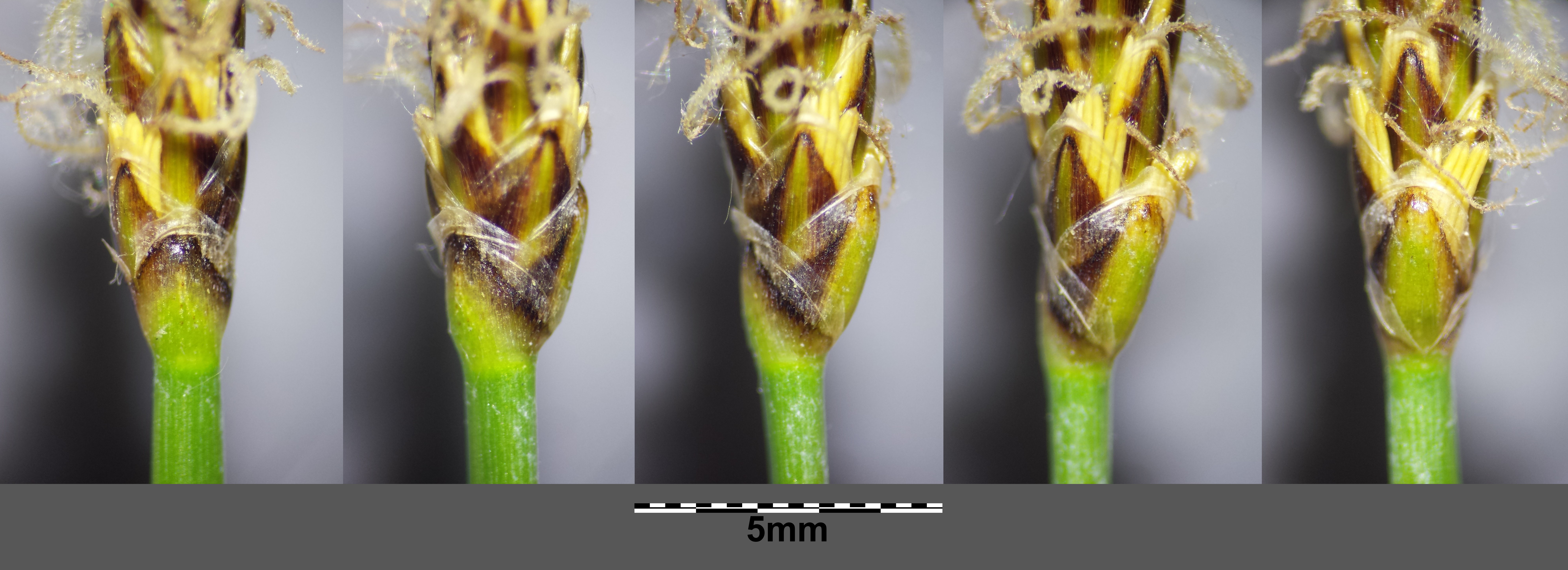
Ährchen, die untersten Deckblätter sind steril und umfassen den Grund des Ährchens fast ganz.

### Vegetative Merkmale
Die Einspelzige Sumpfbinse wächst als überwinternd grüne, krautige Pflanze und erreicht Wuchshöhen von 5 bis 60 Zentimetern. Sie besitzt einen Wurzelstock mit unterirdisch kriechenden Ausläufern. Sie bildet dunkle, blaugrüne Stängel aus, die nicht leicht zusammendrückbar sind. Sie sind aufrecht, schlank, glatt und bis 1,5 Millimeter dick. Im trockenen Zustand weisen sie dünne Furchen auf. Ein Stängelquerschnitt hat etwa 15 bis 20 Leitbündel. Die unteren Blattscheiden sind gelb- oder rotbraun gefärbt. Die oberste Blattscheide ist an der Spitze etwas schief abgeschnitten.

### Generative Merkmale
Die Blütezeit reicht von Mai bis August. Endständig auf dem Stängel befindet sich ein einziges Ährchen. Das Ährchen ist bei einer Länge von 3 bis 12 Millimetern und einer Breite von bis zu 3 Millimetern länglich spitz und enthält 10 bis 30 Blüten. Die Spelzen stehen locker, fallen nicht ab, sind 3 bis 5 Millimeter lang, sind länglich eiförmig und spitz, dunkelbraun mit grünem Mittelstreifen und schmalem hyalinem Rand.  Eine Blüte besitzt meist vier, rückwärts raue, manchmal rudimentäre Perigonborsten. Der Griffel ist am Grund verdickt und endet in zwei Narben. Jede Blüte hat 3 Staubblätter. Die Griffelbasis ist deutlich von der Frucht abgesetzt; sie ist im Umriss abgerundet dreieckig, meist breiter als hoch und bis 0,6 Millimeter hoch. Die Frucht ist linsenförmig zusammengedrückt mit abgerundeten Kanten; sie ist (ohne Griffelbasis) bis 1,8 Millimeter lang und bis 1,3 Millimeter breit, gelb bis hellbraun und glänzend.
Die Chromosomenzahl beträgt 2n = 46, aber auch 40, 42, 50, 54, 56 oder 74 bis 82.

## Ökologie
Bei der Einspelzigen Sumpfbinse handelt es sich um einen helomorphen Hydrophyten.

## Vorkommen
Das Verbreitungsgebiet von Eleocharis uniglumis reicht von Europa bis zum fernöstlichen asiatischen Russland und bis Nepal, südlich bis Nordafrika und der Aerabischen Halbinsel und vom subarktischen Nordamerika und Grönland bis zu den nördlichen Vereinigten Staaten. Sie steigt in den Bayerischen Alpen bis 1200 Meter, im Kanton Wallis bei La Barma im Val des Dix bis 2000 Meter und in Graubünden bei Lü im Münstertal bis 2090 Meter Meereshöhe auf.  
Die Einspelzige Sumpfbinse wächst in feuchten bis nassen, teils überfluteten Großseggenrieden, Röhrichten, Quell- und Niedermooren und oft auch ruderal. Sie ist zudem leicht salztolerant. An den Küsten ist sie relativ zerstreut, im Binnenland etwas häufiger. Ihre Bestände sind derzeit durch die Trockenlegung von Feuchtwiesen bedroht. Die Einspelzige Sumpfbinse hat ihr Hauptvorkommen in der Pflanzenformation der Kriech- und Trittrasen, der nährstoffarmen Moore und Moorwälder und der nährstoffreiche Gewässer. Sie ist eine Charakterart des Eleocharitetum uniglumis aus dem Verband Phragmition, kommt aber auch in Gesellschaften des Verbands Agropyro-Rumicion vor.
Die ökologischen Zeigerwerte nach Landolt et al. 2010 sind in der Schweiz: Feuchtezahl F = 4+w+ (nass aber stark wechselnd), Lichtzahl L = 4 (hell), Reaktionszahl R = 4 (neutral bis basisch), Temperaturzahl T = 3 (montan), Nährstoffzahl N = 2 (nährstoffarm), Kontinentalitätszahl K = 3 (subozeanisch bis subkontinental), Salztoleranz = 1 (tolerant).

## Systematik
Die Erstbeschreibung erfolgte 1820 unter dem Namen (Basionym) Scirpus uniglumis durch Johann Heinrich Friedrich Link in den Jahrbüchern der Gewächskunde, Band 1 (3), S. 77 als Scirpus uniglumis. Die Neukombination zu Eleocharis uniglumis (Link) Schult. wurde 1824 durch Joseph August Schultes in Mantissa in Volumen Secundum Systematis Vegetabilium Caroli a Linne ex Editione Joan. Jac. Roemer..., Band 2, S. 88 veröffentlicht. Eleocharis uniglumis gehört zusammen mit beispielsweise der Gewöhnlichen Sumpfbinse (Eleocharis palustris) und weiteren Arten zur weit verbreiteten Sammelartengruppe Eleocharis palustris agg. 
Bei der Art Eleocharis uniglumis kann man folgende Unterarten unterscheiden:
- Eleocharis uniglumis subsp. septentrionalis (Zinserl.) T.V.Egorova: Sie kommt in Norwegen, Finnland und im nördlichen europäischen Russland vor.[3] Sie wird von manchen Autoren auch als Synonym zu Eleocharis uniglumis subsp. uniglumis gestellt.[6]
- Eleocharis uniglumis subsp. sterneri Strandh.: Sie kommt in Tschechien, Österreich, Ungarn, Kroatien, in der Slowakei[4] und auf den schwedischen Inseln Gotland und Öland vor.[3] Die Chromosomenzahl ist 2n = 74 bis 82.[1]
- Eleocharis uniglumis subsp. uniglumis: Sie kommt von Europa bis zum fernöstlichen asiatischen Russland und bis ins westliche Nepal vor und vom subarktischen Nordamerika mit Grönland bis zu den nördlichen Vereinigten Staaten.[3]